# Tragidion auripenne
Tragidion auripenne är en skalbaggsart som beskrevs av Thomas Casey 1893. Tragidion auripenne ingår i släktet Tragidion och familjen långhorningar. Inga underarter finns listade i Catalogue of Life.